# MESSAGE
Pour les articles homonymes, voir Message (homonymie).
Albums de Aya Ueto
AYAUETO
(2003) Re.
(2004)
Singles
MESSAGE est le 2e album de Aya Ueto, sorti sous le label Pony Canyon le 3 mars 2004 au Japon. Il atteint la 6e place du classement de l'Oricon. Il se vend à 43 154 exemplaires la première semaine, et reste classé pendant 11 semaines, pour un total de 74 934 exemplaires vendus. C'est son album le plus vendu. Il sort en format CD et CD+DVD avec photobook.

## Liste des titres
| 1.  | Ai no Tame ni. (愛のために。)                                              | 5:06 |
| 2.  | Okuru Kotoba (贈る言葉)                                                    | 4:32 |
| 3.  | Message ~album version~                                                    | 4:35 |
| 4.  | Aozora (青空)                                                              | 3:55 |
| 5.  | Kanshou (感傷)                                                             | 4:46 |
| 6.  | Mermaid                                                                    | 3:57 |
| 7.  | Taiyou to Tsuki (太陽と月)                                                 | 5:08 |
| 8.  | Personal                                                                   | 4:52 |
| 9.  | Binetsu (微熱)                                                             | 4:05 |
| 10. | Kiseki (キセキ)                                                            | 4:51 |
| 11. | Silence ~COCONUTS GROOVE version~                                          | 5:15 |
| 12. | Steppin' Out ~complete version~                                            | 3:07 |
| 13. | Ai no Tame ni. ~Lover's Splash Remix~ (愛のために。～Lover's Splash Mix～) | 5:32 |

| 1. | Ai no Tame ni. (愛のために。) |  |
| 2. | Making of                     |  |